# Чемпіонат світу з трекових велоперегонів 1948
Чемпіонат світу з трекових велоперегонів 1948 проходив з 23 по 29 серпня 1948 року в Амстердамі, Нідерланди на Олімпійському стадіоні. Усього на чемпіонаті розіграли 5 комплектів нагород — 3 серед професіоналів та 2 серед аматорів. 

## Медалісти

### Чоловіки
Професіонали
| Дисципліна                         | Золото                 | Срібло                | Бронза                   |
| Спринт                             | Арі ван Вліт           | Луї Жерардін          | Жорж Сенффтлебен         |
| Індивідуальна гонка переслідування | Герріт Шульте (6:24.2) | Фаусто Коппі (6:25.4) | Антоніо Бевілаква (6:25) |
| Гонка за лідером                   | Жан-Жак Ламболі        | Еліа Фрозіо           | Август Мойлеман          |

Аматори
| Дисципліна                         | Золото        | Срібло          | Бронза     |
| Спринт                             | Маріо Ґелла   | Аксель Шендорфф | Реґ Гарріс |
| Індивідуальна гонка переслідування | Ґвідо Мессіна | Жак Дюпон       | Шарль Кост |

## Загальний медальний залік
| Місце  | Країна          | Золото | Срібло | Бронза | Загалом |
| ------ | --------------- | ------ | ------ | ------ | ------- |
| 1      | Італія          | 2      | 2      | 1      | 5       |
| 2      | Нідерланди      | 2      |        |        | 2       |
| 3      | Франція         | 1      | 2      | 2      | 5       |
| 4      | Данія           |        | 1      |        | 1       |
| 5      | Бельгія         |        |        | 1      | 1       |
| 5      | Велика Британія |        |        | 1      | 1       |
| Всього | Всього          | 5      | 5      | 5      | 15      |